# Discoveries (Northlane)
Discoveries  è il primo album in studio del gruppo progressive metalcore australiano Northlane, pubblicato l'11 novembre 2011 dalla UNFD. Questa è l'ultima registrazione della band fatta con il bassista Simon Anderson, licenziato poco dopo le registrazioni.

## Tracce
1. Dispossession – 3:43
2. Abrasumente – 4:04
3. Comatose – 4:13
4. Transcending Dimensions – 3:43
5. Discoveries – 4:56
6. Corruption – 3:54
7. Exposure – 3:41
8. Metamorphosis – 4:38
9. Solace – 3:23
10. I Shook Hands with Death – 4:56

## Formazione
- Adrian Fitipaldes – voce
- Jon Deiley – chitarra solista
- Josh Smith – chitarra ritmica
- Simon Anderson – basso
- Nic Pettersen – batteria